# Arrítmia sinusal
L'arrítmia sinusal és una variació que es troba habitualment del ritme sinusal normal. L'arrítmia sinusal presenta característicament una freqüència irregular en la qual la variació de l'interval R-R varia en més de 0,12 segons (120 mil·lisegons). A més, les ones P solen ser totes iguals i amb un patró coherent amb l'activació auricular que s'origina del node sinusal.

## Arrítmia sinusal respiratòria
Durant la respiració, es produeix l'activació intermitent del nervi vague, que provoca variacions del ritme dels batecs en repòs. Durant la inspiració el to vagal s'alenteix i la freqüència cardíaca augmenta (essent màxima al pic de la inspiració), mentre que durant l'expiració s'incrementa el to vagal i la freqüència cardíaca disminueix, essent més lenta al final de la inspiració.